# Antiche unità di misura del circondario di Ferrara
Sono qui riportate le conversioni tra le antiche unità di misura in uso nel circondario di Ferrara e il sistema metrico decimale, così come stabilite ufficialmente nel 1877.
Nonostante l'apparente precisione nelle tavole, in molti casi è necessario considerare che i campioni utilizzati (anche per le tavole di epoca napoleonica) erano di fattura approssimativa o discordanti tra loro.

## Misure di lunghezza
| Comuni                      | Denominazione      | Valore   | Unità |
| --------------------------- | ------------------ | -------- | ----- |
| Tutti i comuni meno Argenta | Braccio da panno   | 0,673607 | m     |
| Tutti i comuni meno Argenta | Braccio da seta    | 0,634358 | m     |
| Tutti i comuni meno Argenta | Piede agrimensorio | 0,403854 | m     |
| Argenta                     | Braccio mercantile | 0,641760 | m     |
| Argenta                     | Piede da legname   | 0,411601 | m     |
| Argenta                     | Piede agrimensorio | 0,535030 | m     |

Il braccio da panno e quello da seta, come il piede agrimensorio di Ferrara, ed il piede da legname di Argenta, si dividono in 12 once.
Il piede agrimensorio di Argenta si divide in 10 once.
Il braccio mercantile di Argenta si divide in metà, quarti, ecc.
Dieci piedi agrimensori fanno una pertica.

## Misure di superficie
| Comuni                      | Denominazione | Valore    | Unità |
| --------------------------- | ------------- | --------- | ----- |
| Tutti i comuni meno Argenta | Biolca        | 6523,9360 | m²    |
| Argenta                     | Tornatura     | 2862,5673 | m²    |

La biolca di Ferrara si divide in 6 staia, lo staio in pertiche quadrate 66 2/3.
La pertica quadrata è di 100 piedi quadrati.
144 pertiche quadrate fanno una tornatura.
La tornatura di Argenta si divide in 100 pertiche agrarie quadrate. Si divide anche in 2 staia, lo staio in 4 quarte, la quarta in 4 minelli, il minello in 4 scodelle.

## Misure di volume
| Comuni                      | Denominazione | Valore  | Unità |
| --------------------------- | ------------- | ------- | ----- |
| Tutti i comuni meno Argenta | Piede cubo    | 65,868  | L     |
| Argenta                     | Piede cubo    | 153,156 | L     |

Il piede cubo è di 1728 once cube.
125 piedi cubi di Ferrara fanno un passetto pei lavori di terra.

## Misure di capacità per gli aridi
| Comuni                      | Denominazione | Valore   | Unità |
| --------------------------- | ------------- | -------- | ----- |
| Tutti i comuni meno Argenta | Moggio        | 621,8584 | L     |
| Argenta                     | Moggio        | 663,3163 | L     |

Il moggio di Ferrara si divide in 5 sacchi, il sacco in 4 staia, lo staio in 4 quarte, la quarta in 4 minelli, il minello in 4 scodelle.
Il moggio di Argenta si divide in 20 staia, lo staio in 4 quarte, la quarta in 4 minelli, il minello in 4 scodelle.

## Misure di capacità per i liquidi
| Comuni                      | Denominazione    | Valore   | Unità |
| --------------------------- | ---------------- | -------- | ----- |
| Tutti i comuni meno Argenta | Mastello da vino | 56,7842  | L     |
| Tutti i comuni meno Argenta | Libbra da olio   | 0,377076 | L     |
| Argenta                     | Mastello da vino | 61,4689  | L     |
| Argenta                     | Libbra da olio   | 0,377790 | L     |

Il mastello da vino si divide in 4 secchie, la secchia in 10 boccali, il boccale in 4 fogliette, la foglietta in 4 quarti.
La libbra da olio si divide in metà, quarti, ottavi.

## Pesi
| Comuni                      | Denominazione | Valore  | Unità |
| --------------------------- | ------------- | ------- | ----- |
| Tutti i comuni meno Argenta | Libbra        | 345,137 | g     |
| Argenta                     | Libbra        | 345,799 | g     |

La libbra si divide in 12 once, l'oncia in 4 quarte, la quarta in 2 ottave.